# 50e méridien est
Pour les articles homonymes, voir 50e méridien.
En géographie, le 50e méridien est est le méridien joignant les points de la surface d'un corps dont la longitude est égale à 50° est.

## Sur Terre

### Dimensions
Comme tous les autres méridiens, la longueur du 50e méridien correspond à une demi-circonférence terrestre, soit 20 003,932 km. Au niveau de l'équateur, il est distant du méridien de Greenwich de 5 566 km,.
Avec le 130e méridien ouest, il forme un grand cercle passant par les pôles géographiques terrestres.

### Régions traversées
En commençant par le pôle Nord et descendant vers le sud au pôle Sud, Le 50e méridien est passe par:
| Coordonnées          | Pays, territoire ou mer | Notes |
| -------------------- | ----------------------- | --- |
| 90° 00′ N, 50° 00′ E | Océan Arctique          | |
| 80° 55′ N, 50° 00′ E | Russie                  | Île de Terre George, Terre François-Joseph                                                                   |
| 80° 30′ N, 50° 00′ E | Mer de Barents          | Canal Nightingale                                                                                            |
| 80° 13′ N, 50° 00′ E | Russie                  | Île Bruce, Terre François-Joseph                                                                             |
| 80° 03′ N, 50° 00′ E | Mer de Barents          | Passe juste à l'ouest de Île Northbrook, Russie                                                              |
| 69° 18′ N, 50° 00′ E | Russie                  | Île Kolgouïev                                                                                                |
| 68° 56′ N, 50° 00′ E | Mer de Barents          | |
| 68° 05′ N, 50° 00′ E | Russie                  | |
| 51° 15′ N, 50° 00′ E | Kazakhstan              | |
| 46° 35′ N, 50° 00′ E | Mer Caspienne           | Passe juste à l'ouest de Péninsule de Manguistaou, Kazakhstan                                                |
| 40° 35′ N, 50° 00′ E | Azerbaïdjan             | Péninsule d'Abşeron, Passe juste à l'est de Bakou                                                            |
| 40° 20′ N, 50° 00′ E | Mer Caspienne           | |
| 37° 25′ N, 50° 00′ E | Iran                    | |
| 30° 13′ N, 50° 00′ E | Golfe Persique          | |
| 26° 49′ N, 50° 00′ E | Arabie saoudite         | Passe juste à l'ouest de Dammam (à 26° 26′ N, 50° 06′ E)                                                     |
| 18° 39′ N, 50° 00′ E | Yémen                   | |
| 14° 51′ N, 50° 00′ E | Océan Indien            | Golfe d'Aden                                                                                                 |
| 11° 30′ N, 50° 00′ E | Somalie                 | |
| 8° 06′ N, 50° 00′ E  | Océan Indien            | |
| 13° 21′ S, 50° 00′ E | Madagascar              | |
| 15° 46′ S, 50° 00′ E | Océan Indien            | |
| 16° 43′ S, 50° 00′ E | Madagascar              | Île Sainte-Marie                                                                                             |
| 16° 45′ S, 50° 00′ E | Océan Indien            | Passe juste à l'ouest du groupe occidental de l'Archipel Crozet, Terres australes et antarctiques françaises |
| 60° 00′ S, 50° 00′ E | Océan Austral           | |
| 67° 04′ S, 50° 00′ E | Antarctique             | Territoire antarctique australien, revendiqué par l' Australie                                               |